# サザエさんとエプロンおばさん

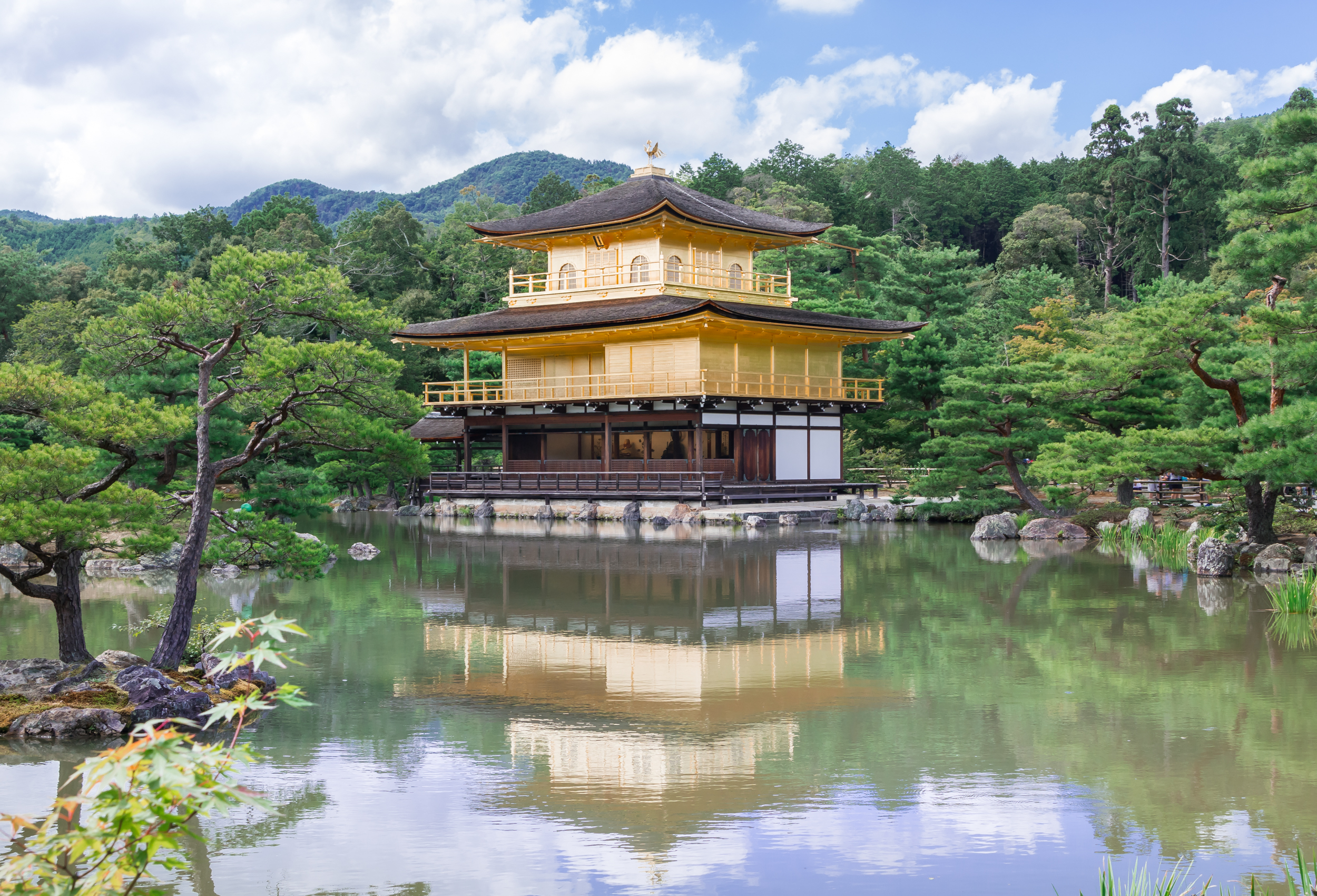
サザエとノリ吉が行った「金閣寺」

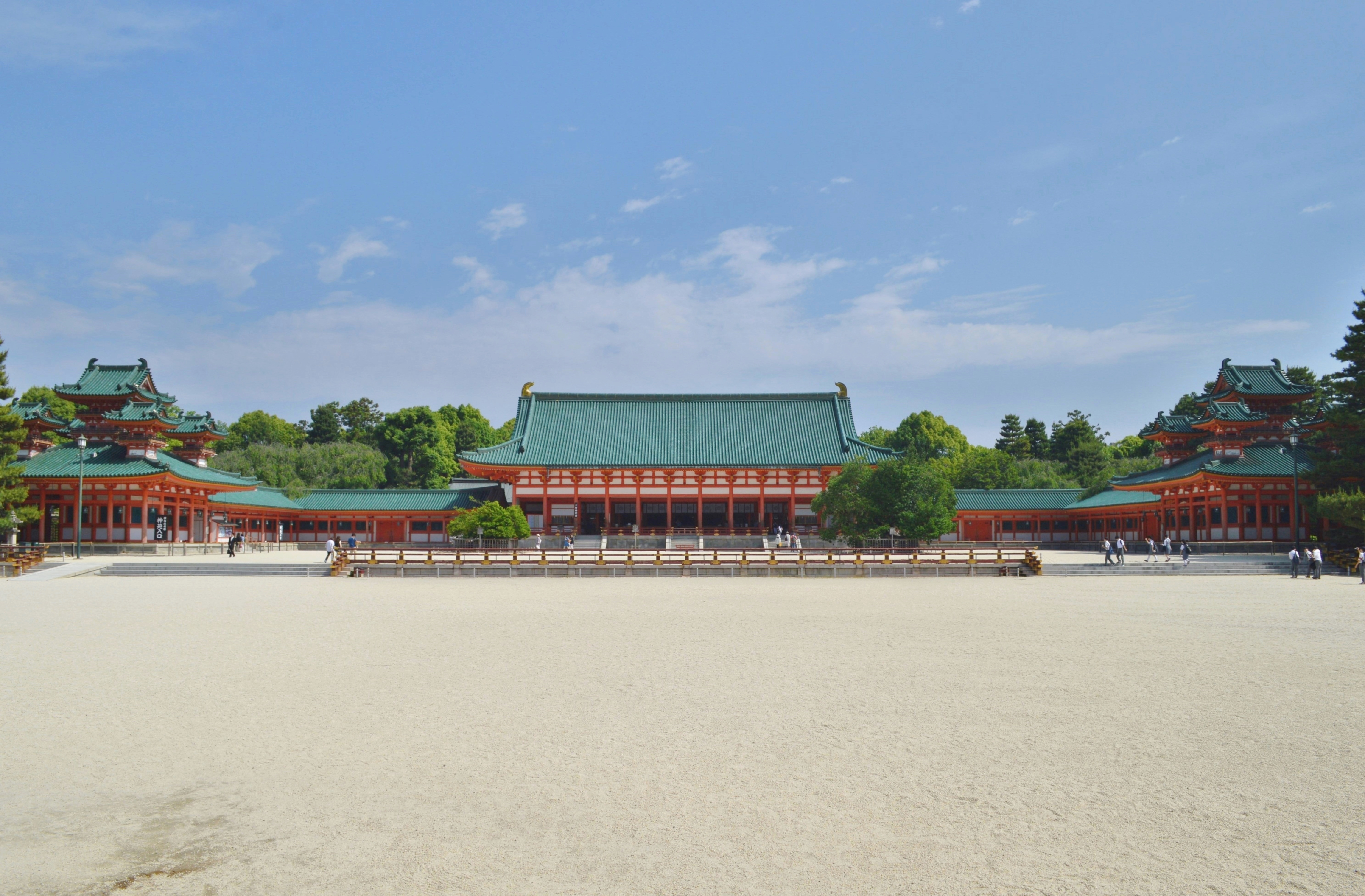
サザエとノリ吉が行った「平安神宮」の境内

『サザエさんとエプロンおばさん』は、1960年12月25日に公開された日本映画である。製作は宝塚映画製作所（のちの宝塚映像）、配給は東宝。カラー、東宝スコープ。

## 概要
シリーズ第9作目は、同じ長谷川町子原作の「エプロンおばさん」との共演を描いた、いわゆるクロスオーバー作品。
前作「サザエさんの赤ちゃん誕生」ではタラオが産まれて間もない時期であるのに対し、本作ではタラオは3歳に成長しており、また前々作「サザエさんの脱線奥様」よりフグ田家はマスオの会社の社宅住まいだったが、本作では原作同様、磯野家と同居している。
名物の旅行場面は金閣寺と平安神宮。
共演者には、宝塚映画作品常連の高島忠夫や、無名時代の藤田まことが出演、さらに、後年黒澤明監督映画「どですかでん」（1970年）で六ちゃんを演じる頭師佳孝（当時5歳）が出演し、ノリ吉役の実兄・頭師正明と共演しているが、正明の芸能生活は短いため、大変貴重な作品となっている。

## ストーリー
タラオが誕生日を迎えた。盛大に祝う磯野家。更に大阪に出張中のマスオも、20日振りに帰宅する予定だった。ところがマスオから「仕事の都合で帰宅が延びる」という電話が来て、サザエはガッカリ。だが、マスオが世話になっている大阪の叔父・西野万造一家が誘ってくれるので、サザエはタラオを両親に預けて、一路大阪へ。だが着いてみると、マスオは京都の出張所に泊まらなければならないという。翌日京都に行ったサザエは、喫茶店でマスオとようやく会った。話によると、マスオの仕事は京都支店新築のため、敷地買収で立ち退く人たちとの円満解決を図っているのだが、そのうち1軒だけ立ち退きを拒否し続けている家があるという。その家とは、「エプロンおばさん」こと敷金（しきかね）なしが経営している下宿屋だった。それを知ったサザエは、持久作戦に出ることに、そして敷金家の女中として住み込むことになった。サザエはおばさんに気に入られ、おばさんはサザエを独身だと誤解し、結婚させようとした。だが真相が分かって大憤慨。サザエは首を言い渡されるが、サザエは抵抗する。そこへおばさんの息子・敷金一郎が帰省した。そして就職先が、波平の勤めている「日の丸電機」だと聞いて、おばさんは驚く。結果、おばさんは東京移住のために立ち退くことになった。

## スタッフ
- 製作：杉原貞雄
- 監督：青柳信雄
- 原作：長谷川町子
- 脚本：笠原良三、蓮池義雄
- 音楽：神津善行
- 撮影：西垣六郎
- 照明：西川鶴三
- 美術監督：北猛夫
- 録音：鴛海晄次

## キャスト
- フグ田サザエ：江利チエミ
- フグ田マスオ：小泉博
- イソ野舟子：清川虹子
- イソ野波夫：藤原釜足
- イソ野カツオ：白田肇
- イソ野ワカメ：猿若久美恵
- フグ田タラオ：小串丈夫
- 敷金勇：森川信
- 敷金なし（エプロンおばさん）：三益愛子
- 敷金一郎：太刀川寛
- 西野万造：花菱アチャコ（「アチャコ」名義）
- 西野ちえ：浪花千栄子
- 西野ノリ吉：頭師正明
- 西野タマ子：竹野マリ
- 鵜の目高助：高島忠夫
- 山中老人：柳家金語楼
- 松原：早川恭二
- ユリ子：環三千世
- 丸星：立原博
- クスノ木：茶川一郎
- 多胡夫人：一の宮あつ子
- 炭屋の男：世志凡太
- 巡査：藤田まこと
- 辰野：江原達怡
- その妻タイ子：白川由美
- サブちゃん：頭師佳孝

## 同時上映
- 『サラリーマン忠臣蔵』 - 監督杉江敏男、主演森繁久彌
  - 「社長シリーズ」との併映は本シリーズでは唯一であった。